# Leichtathletik-Europameisterschaften 1994/Weitsprung der Frauen

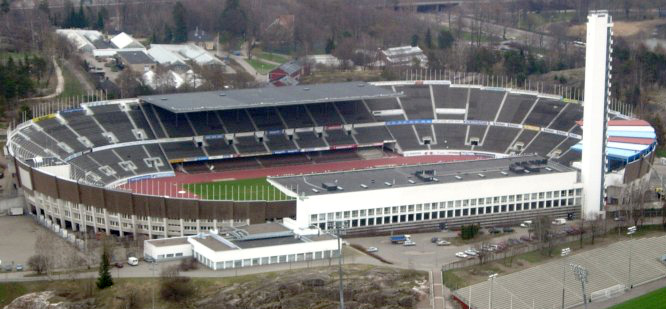
Das Olympiastadion von Helsinki im Jahr 2005

Der Weitsprung der Frauen bei den Leichtathletik-Europameisterschaften 1994 wurde am 11. und 12. August 1994 im Olympiastadion der finnischen Hauptstadt Helsinki ausgetragen.
Europameisterin wurde die Europameisterin von 1986/1990, Olympiasiegerin von 1992 und Weltmeisterin von 1983/1993 Heike Drechsler. Sie startete bis 1991 für die DDR und ab 1992 für Deutschland.
Den zweiten Platz belegte die Olympiazweite von 1992 Inessa Krawez aus der Ukraine, die vier Tage zuvor Dritte des für Frauen neu eingeführten Dreisprungs geworden war.
Bronze ging an die Italienerin Fiona May.

## Bestehende Rekorde
| Weltrekord           | 7,52 m | Galina Tschistjakowa | Leningrad (heute St. Petersburg), Sowjetunion (heute Russland) | 11. Juni 1988   |
| Europarekord         | 7,52 m | Galina Tschistjakowa | Leningrad (heute St. Petersburg), Sowjetunion (heute Russland) | 11. Juni 1988   |
| Meisterschaftsrekord | 7,27 m | Heike Drechsler      | EM Stuttgart, BR Deutschland                                   | 27. August 1986 |

Der bestehende EM-Rekord wurde bei diesen Europameisterschaften nicht erreicht. Die größte Weite erzielte die deutsche Europameisterin Heike Drechsler mit 7,14 m im ersten Versuch des Finales bei einem Rückenwind von 0,7 m/s, womit sie dreizehn Zentimeter unter ihrem eigenen Rekord blieb. Zum Welt- und Europarekord fehlten ihr 38 Zentimeter.

## Windbedingungen
In den folgenden Ergebnisübersichten sind die Windbedingungen zu den jeweils besten Sprüngen benannt. Der erlaubte Grenzwert liegt bei zwei Metern pro Sekunde. Bei stärkerer Windunterstützung wird die Weite für den Wettkampf gewertet, findet jedoch keinen Eingang in Rekord- und Bestenlisten.

## Legende
Kurze Übersicht zur Bedeutung der Symbolik – so üblicherweise auch in sonstigen Veröffentlichungen verwendet:
| DNS | nicht am Start (did not start) |
| x   | ungültig                       |

## Qualifikation
11. August 1994
25 Wettbewerberinnen traten in zwei Gruppen zur Qualifikationsrunde an. Vier von ihnen (hellblau unterlegt) übertrafen die Qualifikationsweite für den direkten Finaleinzug von 6,65 m. Damit war die Mindestzahl von zwölf Finalteilnehmerinnen nicht erreicht. Das Finalfeld wurde mit den acht nächstplatzierten Sportlerinnen (hellgrün unterlegt) auf zwölf Springerinnen aufgefüllt. So reichten für die Finalteilnahme schließlich 6,41 m.

### Gruppe A

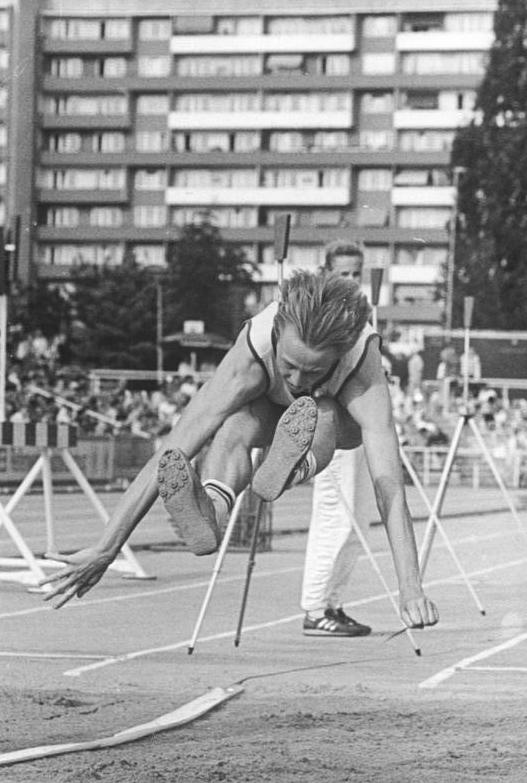
Die zweimalige EM-Dritte (1986/1990) Helga Radtke erreichte diesmal nach 6,24 m nicht das Finale

| Platz | Name                  | Nation         | Weite (m) | Wind (m/s) |
| ----- | --------------------- | -------------- | --------- | ---------- |
| 1     | Heike Drechsler       | Deutschland    | 6,80      | −1,2       |
| 2     | Fiona May             | Italien        | 6,69      | −2,4       |
| 3     | Renata Nielsen        | Dänemark       | 6,66      | −0,4       |
| 4     | Olena Chlopotnowa     | Ukraine        | 6,48      | ±0,0       |
| 5     | Olga Rubljowa         | Russland       | 6,41      | +1,1       |
| 6     | Virge Naeris          | Estland        | 6,37      | +1,0       |
| 7     | Ljudmila Galkina      | Russland       | 6,26      | −0,2       |
| 8     | Helga Radtke          | Deutschland    | 6,24      | +1,3       |
| 9     | Denise Lewis          | Großbritannien | 6,20      | −0,9       |
| 10    | Larissa Kutschinskaja | Belarus        | 6,14      | ±0,0       |
| 11    | Erica Johansson       | Schweden       | 6,10      | +0,8       |
| 12    | Rita Schönenberger    | Schweiz        | 6,07      | −1,3       |
| DNS   | Paraskevi Patoulidou  | Griechenland   |           |            |

### Gruppe B

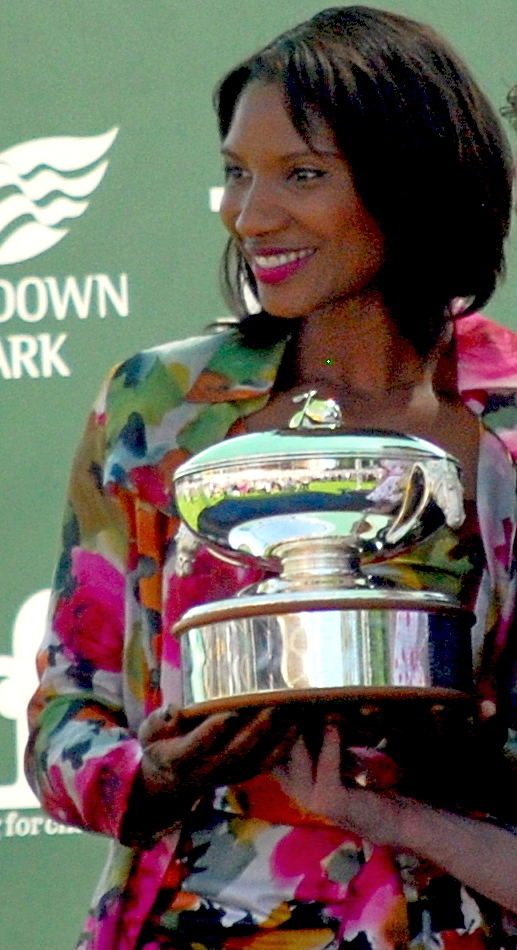
Denise Lewis – später v. a. als Siebenkämpferin sehr erfolgreich – schied mit 6,20 m in der Qualifikation aus

| Platz | Name                   | Nation         | Weite (m) | Wind (m/s) |
| ----- | ---------------------- | -------------- | --------- | ---------- |
| 1     | Inessa Krawez          | Russland       | 6,71      | −0,3       |
| 2     | Agata Karczmarek       | Polen          | 6,57      | −1,0       |
| 3     | Niki Xanthou           | Griechenland   | 6,53      | ±0,0       |
| 4     | Ljudmila Ninova-Rudoll | Österreich     | 6,48      | −1,6       |
| 5     | Yinka Idowu            | Großbritannien | 6,47      | +0,8       |
| 6     | Irina Muschailowa      | Russland       | 6,47      | +0,1       |
| 7     | Iwa Prandschewa        | Bulgarien      | 6,44      | −2,7       |
| 8     | Valentina Uccheddu     | Italien        | 6,37      | −0,1       |
| 9     | Wiktorija Werschynina  | Ukraine        | 6,35      | −2,2       |
| 10    | Sharon Jaklofsky       | Niederlande    | 6,26      | +0,2       |
| 11    | Nadine Caster          | Frankreich     | 6,17      | −0,2       |
| 12    | Sabine Braun           | Deutschland    | 6,08      | +0,9       |
| 13    | Silvija Babic          | Kroatien       | 5,75      | −0,6       |
| DNS   | Rita Ináncsi           | Ungarn         |           |            |

## Finale

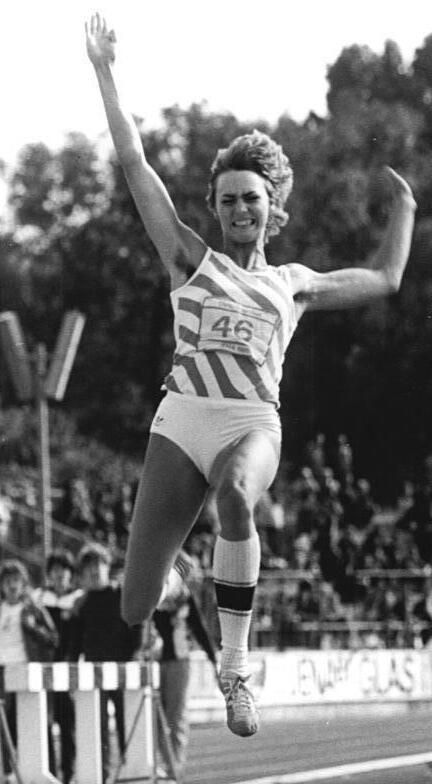
Heike Drechsler fügte ihren zahlreichen Medaillen von Olympischen Spielen, Welt- und Europameisterschaften eine weitere goldene hinzu – es war nicht die letzte

12. August 1994
| Platz | Name                   | Nation         | Weite (m) | Wind (m/s) | Versuchsserie der Medaillengewinnerinnen (m) | Versuchsserie der Medaillengewinnerinnen (m) | Versuchsserie der Medaillengewinnerinnen (m) | Versuchsserie der Medaillengewinnerinnen (m) | Versuchsserie der Medaillengewinnerinnen (m) | Versuchsserie der Medaillengewinnerinnen (m) |
| Platz | Name                   | Nation         | Weite (m) | Wind (m/s) | 1. Versuch                                   | 2. Versuch                                   | 3. Versuch                                   | 4. Versuch                                   | 5. Versuch                                   | 6. Versuch                                   |
| ----- | ---------------------- | -------------- | --------- | ---------- | -------------------------------------------- | -------------------------------------------- | -------------------------------------------- | -------------------------------------------- | -------------------------------------------- | -------------------------------------------- |
| 1     | Heike Drechsler        | Deutschland    | 7,14      | +0,7       | 7,14                                         | 6,95                                         | 6,76                                         | 7,06                                         | 6,94                                         | 6,86                                         |
| 2     | Inessa Krawez          | Russland       | 6,99      | −0,3       | x                                            | 6,83                                         | x                                            | 6,77                                         | 6,99                                         | 6,63                                         |
| 3     | Fiona May              | Italien        | 6,90      | +0,8       | 6,82                                         | 6,82                                         | x                                            | 6,90                                         | 6,80                                         | 6,79                                         |
| 4     | Renata Nielsen         | Dänemark       | 6,82      | +1,2       |                                              |                                              |                                              |                                              |                                              |                                              |
| 5     | Ljudmila Ninova-Rudoll | Österreich     | 6,80      | +0,8       |                                              |                                              |                                              |                                              |                                              |                                              |
| 6     | Agata Karczmarek       | Polen          | 6,67      | +0,7       |                                              |                                              |                                              |                                              |                                              |                                              |
| 7     | Irina Muschailowa      | Russland       | 6,62      | +0,3       |                                              |                                              |                                              |                                              |                                              |                                              |
| 8     | Iwa Prandschewa        | Bulgarien      | 6,56      | +1,1       |                                              |                                              |                                              |                                              |                                              |                                              |
| 9     | Yinka Idowu            | Großbritannien | 6,46      | +1,5       |                                              |                                              |                                              |                                              |                                              |                                              |
| 10    | Niki Xanthou           | Griechenland   | 6,44      | −0,1       |                                              |                                              |                                              |                                              |                                              |                                              |
| 11    | Olga Rubljowa          | Russland       | 6,41      | +2,0       |                                              |                                              |                                              |                                              |                                              |                                              |
| 12    | Olena Chlopotnowa      | Ukraine        | 6,24      | −0,1       |                                              |                                              |                                              |                                              |                                              |                                              |

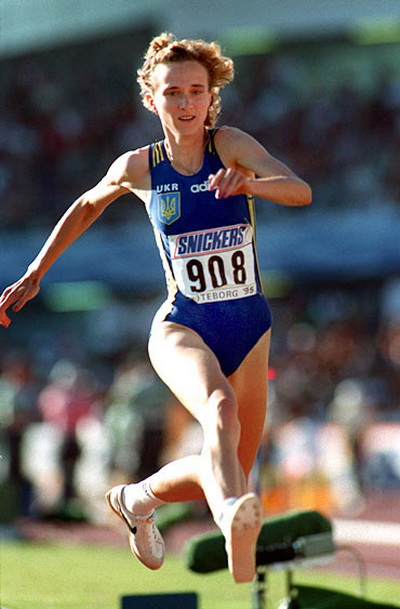
Vizeeuropameisterin Inessa Krawez war in den kommenden Jahren v. a. im Dreisprung erfolgreich, hier hatte sie in dieser neu eingeführten Disziplin vier Tage zuvor Rang drei belegt
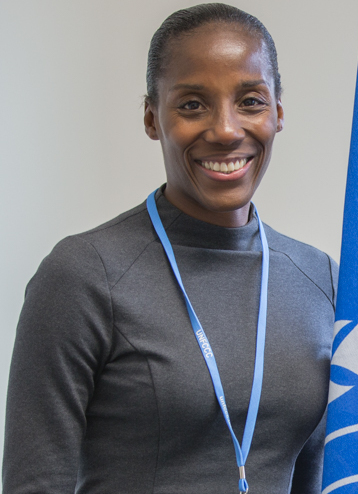
Fiona May (hier im Jahr 2016), EM-Siebte von 1990, errang Bronze

## Videolinks
- 4981 European Track & Field Long Jump Women Heike Drechsler, youtube.com, abgerufen am 4. Januar 2023
- 4986 European Track & Field Long Jump Women Fiona May, youtube.com, abgerufen am 4. Januar 2023